# Johannes Parler

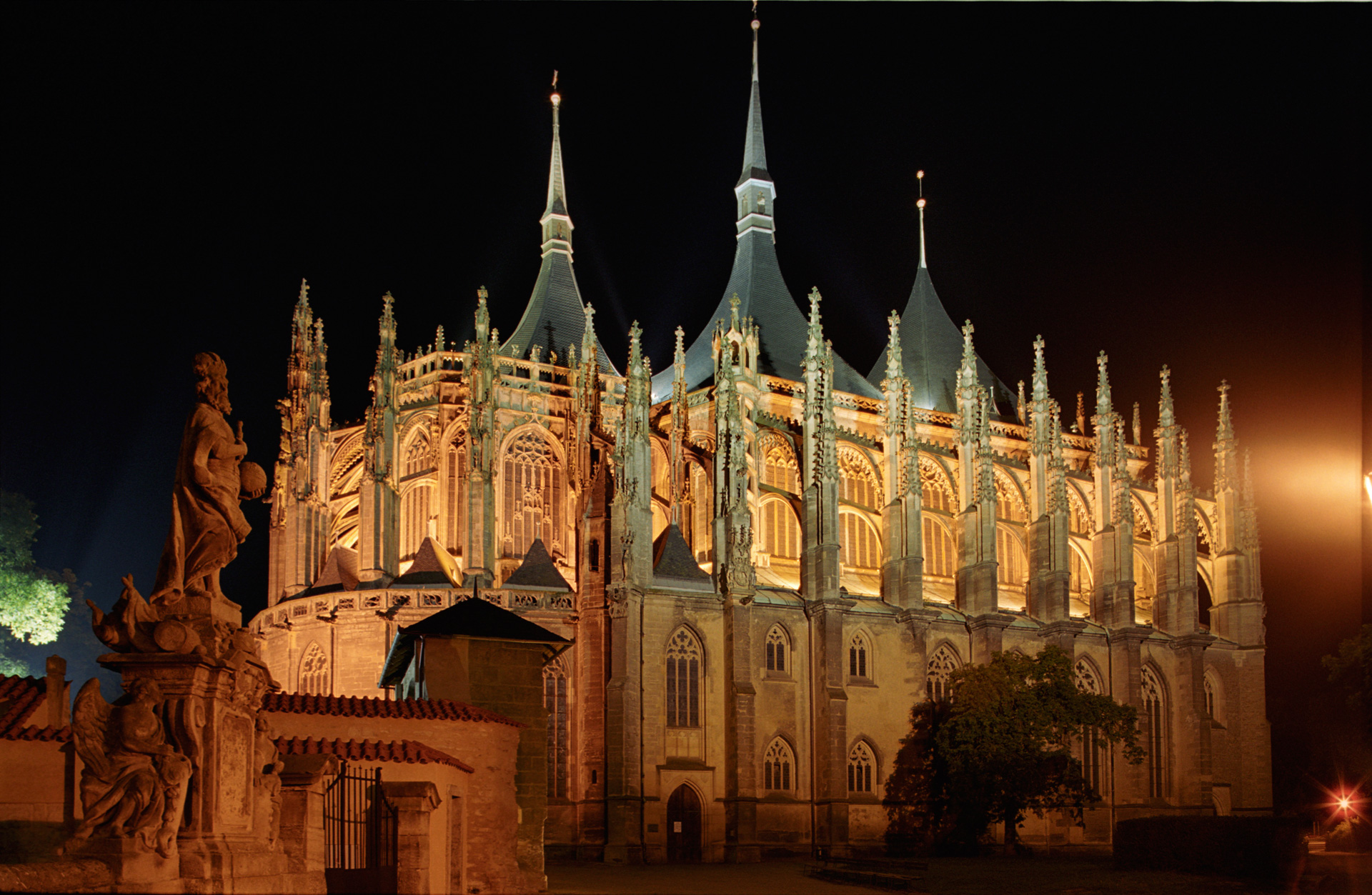
Kościół św. Barbary nocą

Johannes Parler, znany też jako Jan Parléř lub Johann Parler (ur. 1359 w Pradze, zm. 1405 lub 1406) – czeski architekt pochodzenia niemieckiego. 

## Życiorys
Pochodził ze znanej rodziny budowniczych Parlerów. Był synem Piotra Parlera.
Po ojcu przejął strzechę budowlaną, nazywaną cesarską lub parlerowską. Przez osiem lat pracował w Pradze, kontynuując prace przy katedrze św. Wita, po czym przeniósł się do Kutnej Hory. Jego najwybitniejszym dziełem jest kościół św. Barbary w Kutnej Horze.